# Fábio Pacheco
Fábio José Ferreira Pacheco, noto semplicemente come Fábio Pacheco (Paredes, 26 maggio 1988), è un calciatore portoghese, centrocampista del Varzim.

## Caratteristiche tecniche
È un mediano.

## Carriera
Ha esordito in Primeira Liga il 10 maggio 2009 disputando con il Paços Ferreira l'incontro vinto 2-1 contro il Marítimo.

## Palmarès

### Club

#### Competizioni nazionali
- Segunda Liga: 2

Tondela: 2014-2015
Moreirense: 2022-2023